# Scytodes nanahuatzin
Scytodes nanahuatzin är en spindelart som beskrevs av Rheims, Brescovit och César Gabriel Durán-Barrón 2007. Scytodes nanahuatzin ingår i släktet Scytodes och familjen spottspindlar. Inga underarter finns listade i Catalogue of Life.